# Библиотека (книга)
Вижте пояснителната страница за други значения на Библиотека.
„Митологическа библиотека“ или само „Библиотека“ е единственото оцеляло до наши дни съчинение по древногръцка митология, където митовете на Древна Гърция са изложени в най-пълен и систематизиран вид. Вероятно е написана около I – II век. Авторството ѝ е приписвано на Аполодор, но не е напълно доказно. Понякога авторът ѝ се означава като Псевдо-Аполодор.
Състои се от три книги и Епитом, които съдържат древните митове и легенди. Първоначално книгите са били четири, но част от третата и четвъртата са загубени. Въпреки това от „Библиотека“-та получаваме много обширни знания за митологичния свят на древните. Съдържанието е изложено стегнато и сбито, без никакви размисли и анализи, и последователно следва генеалогичния ред.
Първата книга започва със създаването на света, следва гигантомахията и разказа за Девкалион и завършва с похода на аргонавтите. Втората книга започва с историята на Инах, следват подвизите на Херакъл, както и списък със синовете му. Третата книга започва с историята на рода на Агенор и критските митове за Главк и цар Минос. Следва митът за Кадъм, основателя на Тива, и тиванският цикъл митове – Едип, Седемте срещу Тива, походът на Епигоните. После са изложени аркадските митове – легендите за Пеласг и Аталанта. Като започва от дъщерите на Аталанта, авторът прави връзка от Тайгета към лаконските митове, а от Електра – към троянските. След това, без преход, се прехвърля към рода на Азоп и Еак и почва изложението на атическите митове, от древните царе на Атина до подвизите на Тезей. Вероятно троянският цикъл митове се оказва в загубените части на „Библиотека“.